# Државни савјет (Белгија)
Државни савјет (хол. Raad van State, фр. Conseil d'État) врховни је управни суд и посебан савјетодавни орган у Краљевини Белгији.

## Државни савјетници
Државни савјет је установљен законом од 23. децембра 1946. године. Садашњи белгијски устав у члану 160. прописује да за цијелу Белгију постоји један Државни савјет чији се састав, надлежности и поступак регулишу законом.
Државни савјет има 44 доживотна члана, а међу њима су: први предсједник, предсједник, 14 предсједника вијећа и 28 савјетника. У свом саставу има Општу сједницу и два одјељења: Управно и Законодавно.
Државне савјетнике поставља краљ са листе од три имена коју предлаже сам Државни савјет. Кандидациони поступак организује Општа сједница Државног савјета док министар унутрашњих послова има право да оспори изабраног кандидата. Када се министар сагласи са предложеним кандидатом онда предлог упућује Представничком дому или Сенату на потврђивање. Уколико би они одбили предлог тада се понавља кандидациони поступак у Државном савјету. Уколико би и нови предлог Државног савјета био одбијен тада Представнички дом или Сенат имају право да сачине и своју листу од три имена и предложе краљу.

## Одјељења
Државни савјет врши двојну надлежност: управносудску власт путем Управног одјељења и савјетодавну власт путем Законодавног одјељења. Првобитно, статус Државног савјета је био уређен законом и тада се сматрао дијелом извршне власти. Данас, његов статус је признат белгијским уставом. Ипак Државни савјет не потпада под судску власт заједно са другим редовним судовима већ се сматра sui generis органом. Сукоб надлежности између управног и редовног суда рјешава Касациони суд.
Управно одјељење Државног савјета је врховни управни суд у земљи. Ово одјељење чине једно холандско-француско вијеће и по пет вијећа на холандском и француском језику. Вијећа су трочлана. Управно одјељење може радити и кроз Општу сједницу.
Законодавно одјељење Државног савјета доноси савјетодавна мишљења (хол. adviezen, фр. avis) према извршној и законодавној власти. Ово одјељење чине четири вијећа (по два вијећа на холандском и француском језику) са укупно 12 судија односно четири предсједника вијећа и осам државних савјетника. Одјељењем предсједава први предсједник или предсједник Државног савјета. Законодавно одјељење може радити и кроз мјешовита вијећа (два холандско-француска вијећа) или кроз Општу сједницу (сва четири вијећа).